# Морска игуана
Морската игуана (Amblyrhynchus cristatus) е представител от семейство Игуанови (Iguanidae), ендемичен обитател на Галапагоските острови.

## Описание
Морските игуани живеят само на Галапагоските острови. Името им идва от това, че са единствените гущери, които търсят храната си в морето. Те са студенокръвни животни, които след хранене в студеното море отново бързо трябва да се стоплят на слънце. Морските игуани се гмуркат на дълбочина до 15 m, за да се хранят с водорасли. Основният им цвят е черен, но при мъжките екземпляри той се променя през сезоните. През размножителния период те са червени и зелени.

## Подвидове
Подвидовете в азбучен ред са както следва:
- A. c. albemarlensis Eibl-Eibesfeldt, 1962 – от остров Изабела
- A. c. cristatus Bell, 1825 – от остров Фернандина
- A. c. hassi Eibl-Eibesfeldt, 1962 – от остров Санта Круз
- A. c. mertensi Eibl-Eibesfeldt, 1962 – от островите Сан Кристобал и Сантяго
- A. c. nanus Garman, 1892 – от остров Дженовеза
- A. c. sielmanni Eibl-Eibesfeldt, 1962 – от остров Пинта
- A. c. venustissimus Eibl-Eibesfeldt, 1956 – от остров Еспаньола